# Wilgenkarafjeszwam
De wilgenkarafjeszwam (Valsa salicina) is een schimmel behorend tot de Valsaceae. Hij komt voor op dode twijgen van wilg (Salix).

## Kenmerken
De perithecia zijn verzoeken en meten 0,3 tot 0,4 in diameter. Er zijn er 2 tot 8 per stroma. De asci zijn 4-sporig. De ascosporen zijn hyaliene, worstvormig en meten 16-22 (30) x 5-8 micron.

## Verspreiding
In Nederland komt de wilgenkarafjeszwam zeer zeldzaam voor.